# Plattenberg
Plattenberg – szczyt w Alpach Lepontyńskich, części Alp Zachodnich. Leży w Szwajcarii na granicy kantonów Gryzonia i Ticino. Należy do podgrupy Alpy Monte Leone – Świętego Gotarda. Można go zdobyć ze schroniska Capanna Scaradra (2173 m).